# リチャード・フランシス＝ブルース
リチャード・フランシス＝ブルース（Richard Francis-Bruce、1948年12月10日 - ）は、オーストラリアの編集技師である。ニューサウスウェールズ州シドニー出身。

## 人物
『ショーシャンクの空に』（1994年）、『セブン』（1995年）、『エアフォース・ワン』（1997年）で3度アカデミー編集賞にノミネートされた。
アメリカ映画編集者協会の会員である。

## フィルモグラフィ
- グッドバイ・パラダイス/失われた楽園 Goodbye Paradise (1983)
- 少年の瞳 Careful, He Might Hear You (1983)
- マッドマックス/サンダードーム Mad Max Beyond Thunderdome (1985)
- 息子への贈り物 Short Changed (1986)
- イーストウィックの魔女たち The Witches of Eastwick (1987)
- デッド・カーム/戦慄の航海 Dead Calm (1989)
- サルート・オブ・ザ・ジャガー The Blood of Heroes (1989)
- キャデラック・マン Cadillac Man (1990)
- ねじれた家族 Crooked Hearts (1991)
- ロレンツォのオイル/命の詩 Lorenzo's Oil (1992)
- 硝子の塔 Sliver (1993)
- 眠れない夜はあなたと Speechless (1994)
- ショーシャンクの空に The Shawshank Redemption (1994)
- セブン Seven (1995)
- ザ・ロック The Rock (1996)
- エアフォース・ワン Air Force One (1997)
- グリーンマイル The Green Mile (1999)
- パーフェクト ストーム The Perfect Storm (2000)
- ハリー・ポッターと賢者の石 Harry Potter And The Sorcerer's Stone (2001)
- ミニミニ大作戦 The Italian Job (2003)
- フォーガットン The Forgotten (2004)
- ゴーストライダー Ghost Rider (2007)
- David & Fatima (2008)
- レポゼッション・メン Repo Men (2010)
- キス&キル Killers (2010)
- ストレンジャー Main Street (2010)
- Cristiada (2011)
- 大いなる勝利のために メキシコ革命1926 For Greater Glory: The True Story of Cristiada (2012)
- オブリビオン Oblivion (2013)
- ダイバージェント Divergent (2014)
- ニュースの真相 Truth (2015)
- ベン・ハー Ben-Hur (2016)
- フィフティ・シェイズ・ダーカー Fifty Shades Darker (2017)

## 受賞・ノミネート
| 賞                       | 年     | 部門                         | 作品名                         | 結果       |
| ------------------------ | ------ | ---------------------------- | ------------------------------ | ---------- |
| アカデミー賞             | 1994年 | 編集賞                       | 『ショーシャンクの空に』       | ノミネート |
| アカデミー賞             | 1995年 | 編集賞                       | 『セブン』                     | ノミネート |
| アカデミー賞             | 1997年 | 編集賞                       | 『エアフォース・ワン』         | ノミネート |
| エディー賞               | 1994年 | 長編映画編集賞               | 『ショーシャンクの空に』       | ノミネート |
| エディー賞               | 1996年 | 長編映画編集賞               | 『ザ・ロック』                 | ノミネート |
| エディー賞               | 1997年 | 長編映画編集賞               | 『エアフォース・ワン』         | ノミネート |
| エディー賞               | 2001年 | 長編映画編集賞（ドラマ部門） | 『ハリー・ポッターと賢者の石』 | ノミネート |
| オーストラリア映画協会賞 | 1983年 | 編集賞                       | 『少年の瞳』                   | ノミネート |
| オーストラリア映画協会賞 | 1986年 | 編集賞                       | 『息子への贈り物』             | ノミネート |
| オーストラリア映画協会賞 | 1987年 | 編集賞                       | Bullseye                       | ノミネート |
| オーストラリア映画協会賞 | 1989年 | 編集賞                       | 『デッド・カーム/戦慄の航海』  | 受賞       |
| サテライト賞             | 1997年 | 編集賞                       | 『エアフォース・ワン』         | ノミネート |
| サテライト賞             | 2001年 | 編集賞                       | 『ハリー・ポッターと賢者の石』 | ノミネート |